# هاینوالده
هاینوالده (به آلمانی: Hainewalde) یک شهر در آلمان است که در گورلیتس واقع شده‌است. هاینوالده ۱٬۸۱۲ نفر جمعیت دارد.